# تخطيط موارد المؤسسة
تخطيط موارد المؤسسة (ERP) هو مشروع معلوماتي، صمّم لتنسيق جميع الموارد والمعلومات والأنشطة اللازمة لإتمام الإجراءات العملية، مثل المحاسبة والموارد البشرية في المؤسسة. يدعم تخطيط موارد المؤسسة أغلب إجراءات الأنظمة التي تدير مجموعة متنوعة من الأعمال التنفيذية كمهام التصنيع وإدارة الإمدادات والمالية والمشاريع والموارد البشرية وإدارة علاقات العملاء، كل ذلك في قاعدة بيانات موحّدة.
يعتمد تخطيط موارد المؤسسة على قاعدة بيانات مشتركة (تسمى master data) وتصميم برمجي خاص، فقاعدة البيانات المشتركة تسمح لأقسام العمل تخزين واسترجاع المعلومات في فترة النشاط، أما التصميم البرمجي فيتيح لإدارة العمل اختيار النماذج اللازمة وترتيبها وربطها بنماذج الموردين وإضافة نماذج جديدة خاصة لتحسين الأداء. في الحالة المثالية، تكون البيانات متكاملة بين إجراءات العمل المختلفة، أما عمليًا، قد يشمل نظام تخطيط الموارد مجموعة من التطبيقات المتفرقة، كل منها يدير مخازن بيانات منفصلة في قاعدة بيانات واحدة.
تخطيط موارد المؤسسات (ERP) هو إدارة متكاملة لعمليات الأعمال الرئيسية، غالبًا في الوقت الفعلي ويتم بوساطة البرامج والتكنولوجيا. عادةً ما يُشار إلى تخطيط موارد المؤسسات (ERP) على أنه فئة من برامج إدارة الأعمال - عادةً ما تكون مجموعة من التطبيقات المتكاملة - والتي يمكن للمؤسسة استخدامها لجمع البيانات من العديد من الأنشطة التجارية وتخزينها وإدارتها وتفسيرها. يمكن أن تكون أنظمة تخطيط موارد المؤسسات (ERP) محلية أو قائمة على السحابة. تنمو التطبيقات المستندة إلى السحابة في الأيام الأخيرة بسبب توفر المعلومات بسهولة من أي مكان مع إمكانية الوصول إلى الإنترنت.
يوفر تخطيط موارد المؤسسات رؤية متكاملة ومحدثة باستمرار لعمليات الأعمال الأساسية باستخدام قواعد البيانات المشتركة التي يحتفظ بها نظام إدارة قواعد البيانات. تتعقب أنظمة تخطيط موارد المؤسسات موارد الأعمال - النقدية، والمواد الخام، والقدرة الإنتاجية - وحالة التزامات الأعمال: الطلبات، وأوامر الشراء، وكشوف المرتبات. تقوم التطبيقات التي يتكون منها النظام بمشاركة البيانات عبر مختلف الأقسام (التصنيع والشراء والمبيعات والمحاسبة وما إلى ذلك) التي توفر البيانات. يسهل تخطيط موارد المؤسسات (ERP) تدفق المعلومات بين جميع وظائف الأعمال ويدير الاتصالات مع أصحاب المصلحة الخارجيين.
برنامج نظام المؤسسة هو صناعة بمليارات الدولارات تنتج مكونات تدعم مجموعة متنوعة من وظائف الأعمال. أصبحت استثمارات تكنولوجيا المعلومات، اعتبارًا من عام 2011، واحدة من أكبر فئات الإنفاق الرأسمالي في الشركات التي تتخذ من الولايات المتحدة مقراً لها. على الرغم من أن أنظمة تخطيط موارد المؤسسات (ERP) المبكرة ركزت على الشركات الكبيرة، إلا أن الشركات الصغيرة تستخدم أنظمة تخطيط موارد المؤسسات بشكل متزايد. في عام 2019، نما سوق برمجيات تخطيط موارد المؤسسات العالمي بنسبة 9٪، مما أدى إلى قيمة عالمية تبلغ حوالي 39 مليار دولار من إجمالي عائدات البرمجيات.
يدمج نظام تخطيط موارد المؤسسات (ERP) أنظمة تنظيمية متنوعة ويسهل المعاملات والإنتاج الخالي من الأخطاء، وبالتالي تعزيز كفاءة المنظمة. ومع ذلك، فإن تطوير نظام تخطيط موارد المؤسسات يختلف عن تطوير النظام التقليدي. تعمل أنظمة تخطيط موارد المؤسسات (ERP) على مجموعة متنوعة من أجهزة الكمبيوتر وتكوينات الشبكة، وعادةً ما تستخدم قاعدة بيانات كمستودع للمعلومات.

## المنشأ
استخدمت مجموعة Gartner لأول مرة اختصار ERP في التسعينيات لتضمين قدرات تخطيط متطلبات المواد (MRP)، وتخطيط موارد التصنيع اللاحق (MRP II)، بالإضافة إلى التصنيع المتكامل بالحاسوب. بدون استبدال هذه المصطلحات، أصبح تخطيط موارد المؤسسات يمثل مجموعة أكبر تعكس تطور تكامل التطبيقات بعد التصنيع.
لم تُطَوَّر جميع حزم تخطيط موارد المؤسسات (ERP) من جوهر التصنيع؛ بدأ بائعو تخطيط موارد المؤسسات بشكل مختلف في تجميع حزمهم مع مكونات التمويل والمحاسبة والصيانة والموارد البشرية. بحلول منتصف التسعينيات، عالجت أنظمة تخطيط موارد المؤسسات (ERP) جميع وظائف المؤسسة الأساسية. بدأت الحكومات والمنظمات غير الهادفة للربح أيضًا في استخدام أنظمة تخطيط موارد المؤسسات. «منهجية اختيار نظام تخطيط موارد المؤسسات» هي عملية رسمية لاختيار نظام تخطيط موارد المؤسسة (ERP). تشمل المنهجيات الحالية:

## النمو
شهدت أنظمة تخطيط موارد المؤسسات نموًا سريعًا في التسعينيات. بسبب مشكلة عام 2000، انتهزت العديد من الشركات الفرصة لاستبدال أنظمتها القديمة بنظام تخطيط موارد المؤسسات (ERP).
ركزت أنظمة تخطيط موارد المؤسسات في البداية على أتمتة وظائف المكتب الخلفي التي لا تؤثر بشكل مباشر على العملاء والجمهور. وظائف المكتب الأمامي، مثل إدارة علاقات العملاء (CRM)، تتعامل مباشرة مع العملاء، أو أصبحت أنظمة الأعمال الإلكترونية مثل التجارة الإلكترونية، والحكومة الإلكترونية، والاتصالات الإلكترونية، والتمويل الإلكتروني - أو إدارة علاقات الموردين (SRM) تم دمجها لاحقًا، عندما سهّلت الإنترنت التواصل مع الأطراف الخارجية.
تمت صياغة "ERP II" في عام 2000 في مقال نشرته Gartner Publications بعنوان ERP Is Dead - Long Live ERP II. يصف البرنامج المستند إلى الويب الذي يوفر وصولاً في الوقت الفعلي إلى أنظمة تخطيط موارد المؤسسات للموظفين والشركاء (مثل الموردين والعملاء). يوسع دور ERP II عملية تحسين موارد ERP التقليدية ومعالجة المعاملات. بدلاً من مجرد إدارة الشراء والبيع وما إلى ذلك - يستفيد ERP II من المعلومات الموجودة في الموارد الخاضعة لإدارتها لمساعدة المؤسسة على التعاون مع المؤسسات الأخرى. يعد ERP II أكثر مرونة من الجيل الأول من ERP. بدلاً من حصر إمكانات نظام تخطيط موارد المؤسسات (ERP) داخل المنظمة، فإنه يتجاوز جدران الشركة للتفاعل مع الأنظمة الأخرى. مجموعة تطبيقات المؤسسة هي اسم بديل لهذه الأنظمة. تُستخدم أنظمة ERP II عادةً لتمكين المبادرات التعاونية مثل إدارة سلسلة التوريد (SCM)، وإدارة علاقات العملاء (CRM)، وذكاء الأعمال (BI) بين المنظمات الشريكة للأعمال من خلال استخدام تقنيات الأعمال الإلكترونية المختلفة.
يبذل المطورون الآن المزيد من الجهد لدمج الأجهزة المحمولة مع نظام تخطيط موارد المؤسسات (ERP). يقوم موردو تخطيط موارد المؤسسات بتوسيع تخطيط موارد المؤسسات إلى هذه الأجهزة، إلى جانب تطبيقات الأعمال الأخرى. تتعلق الرهانات الفنية لتخطيط موارد المؤسسات الحديثة بالتكامل - الأجهزة والتطبيقات والشبكات وسلاسل التوريد. يغطي تخطيط موارد المؤسسات الآن المزيد من الوظائف والأدوار - بما في ذلك اتخاذ القرار، وعلاقات أصحاب المصلحة، والتوحيد المعياري، والشفافية، والعولمة، وما إلى ذلك.

## الصفات
تتضمن أنظمة تخطيط موارد المؤسسات عادةً الخصائص التالية:
- نظام متكامل.
- تعمل في الوقت الحقيقي (أو بالقرب منه).
- قاعدة بيانات مشتركة تدعم جميع التطبيقات.
- شكل وإحساس متسقين عبر الوحدات.
- تركيب النظام مع تكامل التطبيق / البيانات المفصل من قبل قسم تكنولوجيا المعلومات، بشرط ألا يتم التنفيذ في خطوات صغيرة.
- تتضمن خيارات النشر: محليًا أو مستضافًا على السحابة أو SaaS.

## مصطلح تخطيط موارد المنشأة (ERP)
أصل المسمى «تخطيط موارد المؤسسة» هو تعريب لمسمى التخطيط باللغة الإنجليزية Enterprise Resource Planning، وتعني تقريبا بالترجمة الحرفية «تخطيط موارد المشاريع»، وقد نشأ هذا المصطلح من نظامي «تخطيط احتياجات الموادMRP»-سمي لاحقا بتخطيط موارد التصنيعMRP2- و«حوسبة التصنيع»، وتم تقديمه من قبل شركة جارتنر للبحث والتحليل. أنظمة تخطيط الموارد حاليا تسعى لتغطية جميع الوظائف الأساسية لأي مؤسسة بغض النظر عن كونها تجارية أو لا، فالمؤسسات اللاصناعية والمنظمات اللاربحية والحكومات، كلها قادرة الآن على استخدام أنظمة تخطيط الموارد.
ليتم اعتبار نظام ما نظام تخطيط موارد، يجب أن توفر مجموعة برمجية وظيفة نظامين على الأقل، فمثلا مجموعة البرمجيات التي توفر كلا من وظيفتي المرتبات والمحاسبة يمكن اعتبارها تقنيا برنامج نظام تخطيط الموارد، ومع ذلك فإن المصطلح مخصص لتطبيقات أكبر وذات نطاق أوسع.
تقديم نظام تخطيط الموارد كبديل لتطبيقين مستقلين أو أكثر يقصي الحاجة لواجهات داخلية مطلوبة في السابق بين الأنظمة، ويوفر مزايا إضافية تمتد من توحيد المقاييس والصيانة الأقل (نظام واحد بدلا من نظامين أو أكثر) وحتى قدرات التقرير الأفضل والأسهل (بما أن البيانات محفوظة في قاعدة واحدة). الأمثلة على الوحدات في نظام تخطيط الموارد والتي تكون سابقا تطبيقات منفردة تشمل: التصنيع وسلسلة الإمداد والمالية وإدارة علاقات العملاء والموارد البشرية وإدارة المخازن ونظام دعم القرارات.

## نظرة على حلول التخطيط "الأقسام"
بعض المنظمات –والتي عادة تمتلك المهارة التقنية لدمج المنتجات البرمجية- تختار تطبيق أجزاء فقط من نظام تخطيط الموارد ثم تطور واجهات خارجية لأنظمة تخطيط الموارد الأخرى أو لغيرها من الأنظمة المستقلة من أجل احتياجاتها التطبيقية المختلفة. فعلى سبيل المثال، تستطيع المنظمة أن تختار استخدام نظام إدارة الموارد البشرية من مورد ما، واستخدام الأنظمة المالية من مورد آخر، ثم تنشأ التكامل بين النظم ذاتها.
وهذا أمر شائع في قطاع تجارة التجزئة، حيث يمتلك المتجر تطبيقات منفصلة لمنتجات ومالية نقاط البيع، ثم سلسلة من التطبيقات المتخصصة للتعامل مع متطلبات العمل مثل إدارة المخازن وقوائم الموظفين وتسويق السلع والخدمات اللوجستية.
مثاليا، يوفر تخطيط الموارد قاعدة بيانات مفردة تتضمن جميع بيانات التصاميم البرمجية، والتي تشمل ما يلي:
التصنيع
الهندسة وفواتير المواد والجدولة والسعة وإدارة سير العمل ومراقبة الجودة وإدارة التكاليف وعملية التصنيع ومشاريع التصنيع ومسار التصنيع
إدارة سلسلة الإمداد
الأوامر النقدية والجرد والشراء ومشكّل المنتج وتخطيط سلسلة الإمدادات وجدولة الموردين وفحص البضائع وإجراء المطالبات وحساب اللجان
المالية
الدفتر العام وإدارة النقد وحسابات الدفع وحسابات القبض والأصول الثابتة
المشاريع
التكاليف والفواتير والنفقات وإدارة النشاط
الموارد البشرية
المرتبات والتدريب والتحضير اليومي وإعداد القوائم والاستحقاقات
إدارة علاقات العملاء
المبيعات والتسويق واللجان والخدمات واتصالات العملاء ومركز الدعم الهاتفي والدعم الفني

## فوائد برنامج تخطيط موارد المؤسسات ERP[4]

### رفع مستوى الكفاءة والإنتاجية
يساعد ERP system في دمج البيانات والعمليات في نظام "برنامج" واحد، مما يمنح سهولة في الوصول إلى المعلومات وزيادة الكفاءة عند اتخاذ القرارات.

### المساعدة على تخفيض التكاليف
عن طريق تحسين العمليات وتقليل الحاجة إلى الأعمال الورقية والإدارية، يمكن لـ ERP system تقليل الكثير من تكاليف التشغيل.

### إدارة الموارد بأفضل طريقة
يساعد النظام في تتبع جميع الموارد بشكل أفضل، مما يساهم في الاستخدام الأمثل لها وتقليل الفقد.